# Ruellia epallocaulos
Ruellia epallocaulos là một loài thực vật có hoa trong họ Ô rô. Loài này được Leonard ex C. Ezcurra & Wassh. miêu tả khoa học đầu tiên năm 1992.